# Iris Westman
Iris C. Westman (28 août 1905 – 3 janvier 2021) était une supercentenaire américaine. À sa mort, elle était la deuxième personne la plus âgée aux États-Unis dont l'âge a été validé par le Gerontology Research Group (GRG), derrière Hester Ford. À 115 ans et 128 jours, Iris Westman détient le record de longévité validée de l'État du Dakota du Nord.

## Biographie

### Jeunesse
Iris Westman est née à Aneta, dans le Dakota du Nord, aux États-Unis, le 28 août 1905, de Nicholas Westman et Mathilda Erickson. Elle avait trois frères et fut la seule fille de sa famille à atteindre l'âge adulte, ses deux sœurs étant décédées en bas âge. Iris Westman se souvient avoir aidé sa mère à tricoter pour les troupes pendant la Première Guerre mondiale.
Westman est diplômée du lycée d'Aneta en 1923, puis de l'Université du Dakota du Nord en 1928. Elle a enseigné l'anglais à Aneta et à Hillsboro, dans le Dakota du Nord, avant de s'installer au Minnesota. Dans les années 1940, elle a passé deux étés à l'Université du Minnesota pour obtenir une maîtrise en bibliothéconomie. Elle est devenue bibliothécaire à Worthington, dans le Minnesota, où elle a également chanté dans la chorale de la Première Église luthérienne.

### Fin de vie
Iris Westman ne s'est jamais mariée et n'a pas eu d'enfants. Elle a pris sa retraite de bibliothécaire en 1972 puis est retournée dans le Dakota du Nord en 1990. À l'âge de 106 ans, elle a fait une grave chute et a subi une arthroplastie de la hanche. Elle a ensuite emménagé dans une maison de retraite à Northwood, dans le Dakota du Nord, à environ 40 kilomètres de la ferme où elle a grandi. En 2018, elle possédait et louait encore une partie des terres agricoles.
À son 113e anniversaire en 2018, Westman pouvait encore se déplacer à l'aide d'un déambulateur et était apparemment en bonne santé. En 2020, son 115e anniversaire a été célébré par un défilé en voiture devant sa maison de retraite ; les visiteurs ont été contraints de se tenir à distance en raison de la pandémie de Covid-19. Elle est décédée à Northwood, dans le Dakota du Nord, aux États-Unis, le 3 janvier 2021, à l'âge de 115 ans et 128 jours. Il s'agissait du premier décès supercentenaire confirmé de 2021.

## Records de longévité
On ne sait pas exactement quand Iris Westman est devenue la personne la plus âgée du Dakota du Nord, mais on pense que c'était avant ses 110 ans. Le 29 octobre 2016, Iris Westman est officiellement devenue la personne la plus âgée jamais enregistrée dans le Dakota du Nord, après avoir battu le précédent record de 111 ans et 61 jours établi par Mary Schumacher.
Au moment de son décès, Westman était la deuxième personne la plus âgée des États-Unis, derrière Hester Ford, et la huitième personne la plus âgée du monde, derrière Kane Tanaka, Lucile Randon, Francisca Celsa dos Santos, Jeanne Bot, Antonia da Santa Cruz, Shigeyo Nakachi et Hester Ford, dont les âges ont été validés par le GRG. En 2020, elle est entrée dans le top 20 des Américains les plus âgés validés, ainsi que dans le top 50 mondial des personnes les plus âgées validées de tous les temps.